# Gustave de Beaucorps
Gustave de Beaucorps (13. listopadu 1824 – 10. června 1906) byl francouzský fotograf.

## Životopis

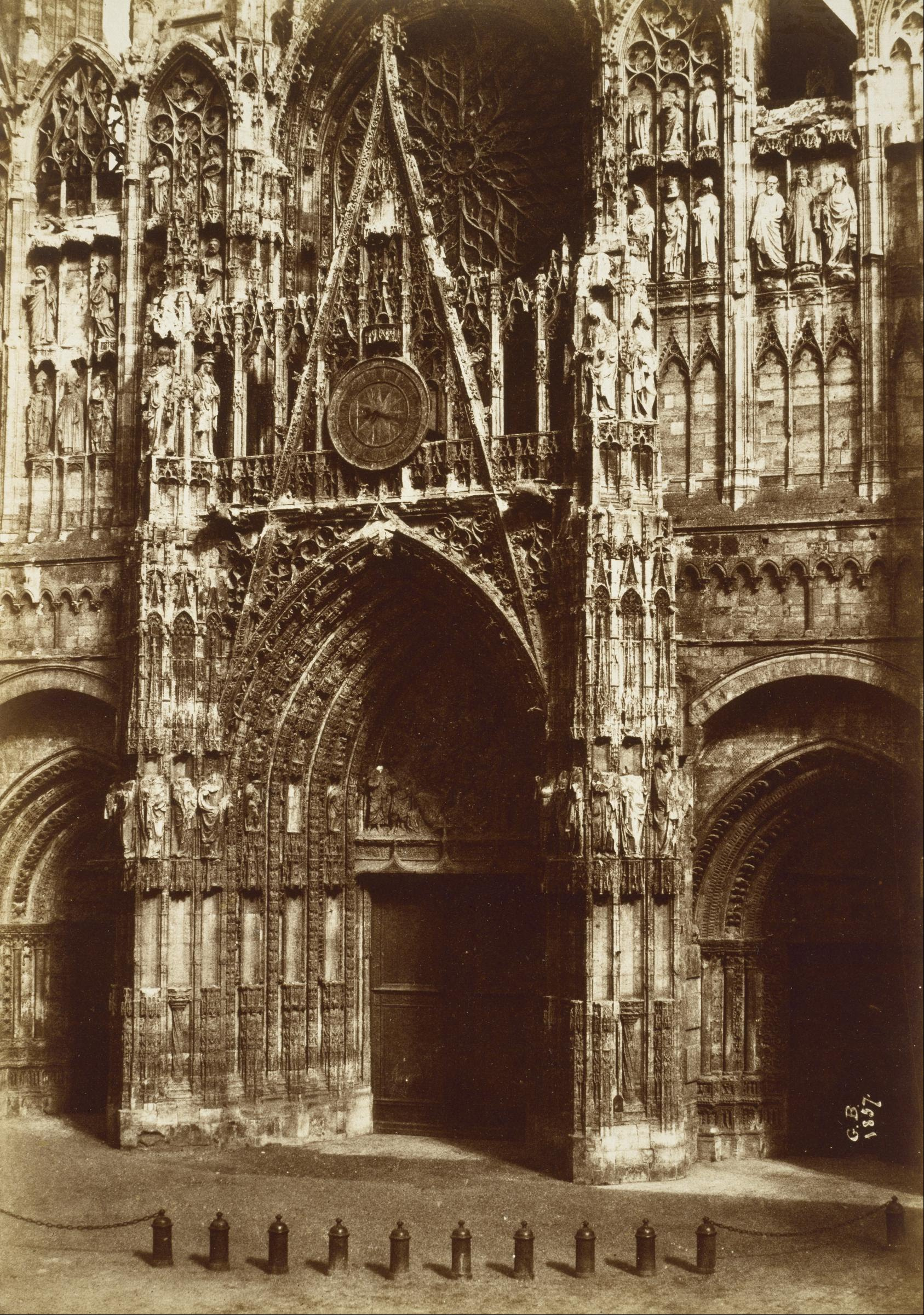
Katedrála v Remeši (fotografie s falešným popiskem ve skutečnosti představuje průčelí rouenské katedrály), 1857, albuminový tisk, Muzeum umění Houston

Gustave de Beaucorps se vyučil v oboru fotografie s Gustavem Le Grayem. V letech 1857 až 1861 produkoval pohlednice v Evropě (Francie, Belgie, Německo, Španělsko, Itálie), v severní Africe (Maroko, Alžírsko) a v Orientu (Sýrie, Palestina, Egypt).
V roce 1859 byl členem Francouzské fotografické společnosti..
V době své smrti byl svobodný a žil v Paříži.

## Galerie

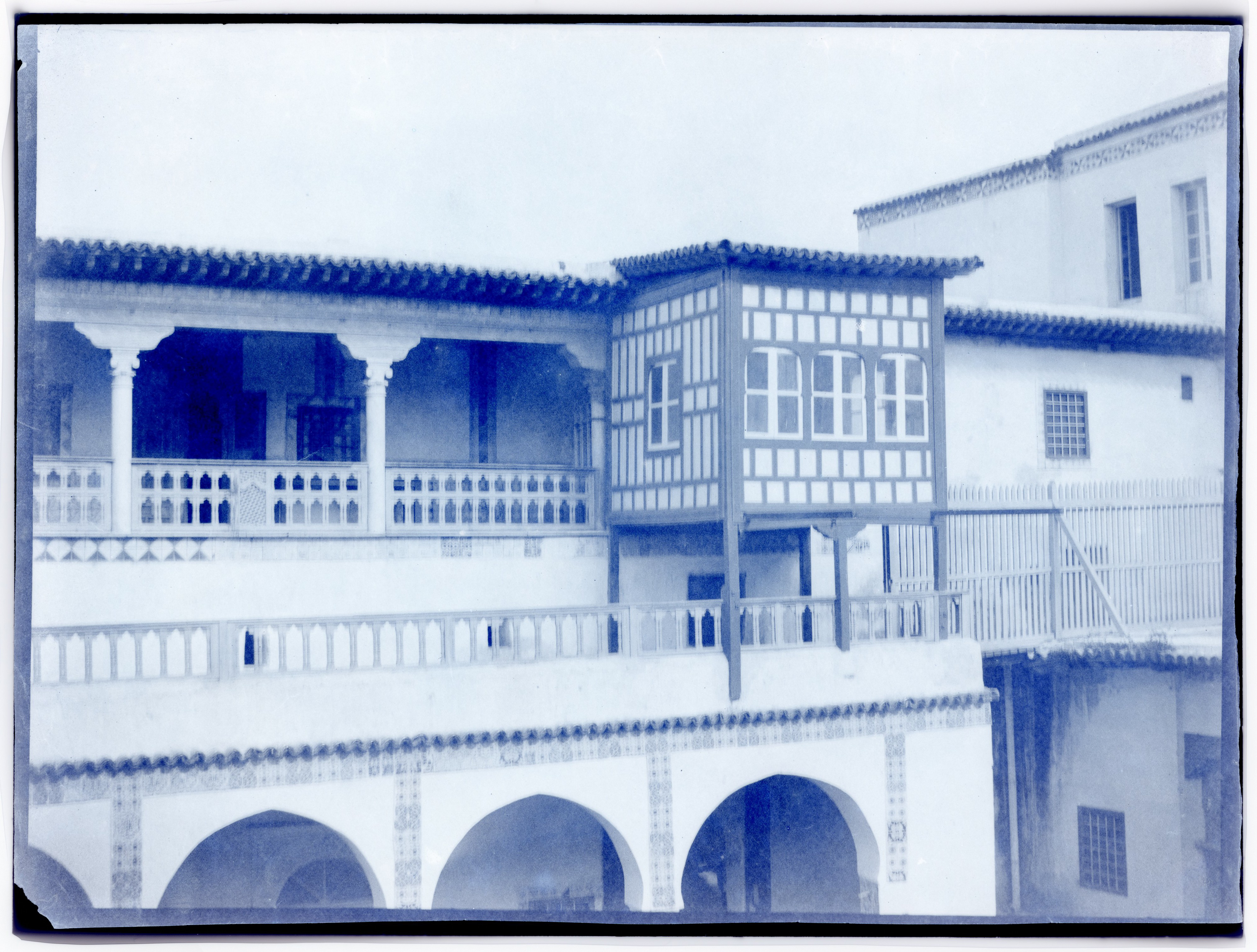
Alžír
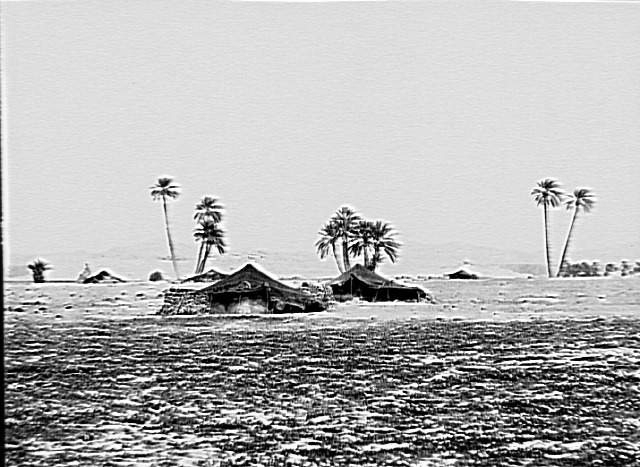
Biskra
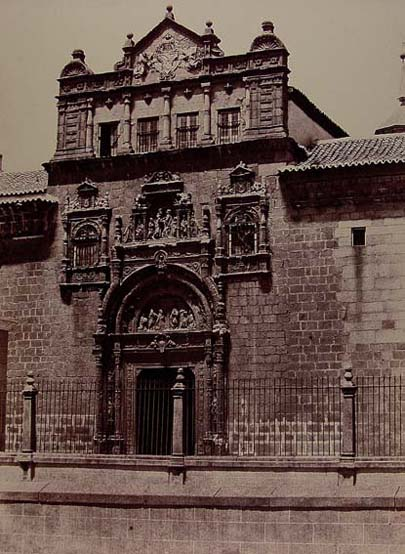
Toleda